# 석곡고등학교
석곡고등학교는 전라남도 곡성군 석곡면에 있었던 공립 고등학교이다.

## 연혁
- 1984년 3월 7일: 개교
- 2005년 2월 28일: 폐교 및 곡성고등학교와 통합

## 폐교 이후
폐교 이후, 석곡고등학교 부지는 현재 광주교육대학교에서 곡성교육문화센터로 활용하고 있다.